# Elisabeth Lutyens
Pour les articles homonymes, voir Lutyens.
Elisabeth Lutyens, née Agnes Elisabeth Lutyens le 9 juillet 1906 à Londres (Angleterre) et décédée le 14 avril 1983 à Londres, est une compositrice britannique.

## Biographie
Fille de l'architecte Edwin Lutyens (1869-1944), elle étudie la musique en 1922 à l'École normale de musique de Paris, puis en Angleterre à partir de 1923, à titre privé avec le compositeur John Foulds et, de 1926 à 1930, au Royal College of Music de Londres (la composition et l'orgue avec Harold Darke et l'alto). Au début de sa carrière, elle s'oriente vers la musique sérielle prônée par la seconde école de Vienne, sans toutefois en devenir, de son propre aveu, une adepte « pure et dure  ». Elle aura en outre des activités de pédagogue et enseignera la musique en privé (parmi ses élèves, citons Malcolm Williamson). 
Le vaste catalogue de son œuvre comprend des compositions dans des domaines variés : pièces pour instrument seul (piano, orgue, guitare, violon, alto, etc), musique de chambre (dont treize quatuors à cordes), œuvres pour orchestre (pièces pour orchestre de chambre — notamment plusieurs "concertos de chambre" —, un concerto pour alto...), œuvres pour voix soliste(s) et/ou chorales, musiques diverses pour la scène (ballets, opéras, etc), musiques pour des pièces radiophoniques.  
Elle a également écrit les musiques de vingt-deux films (principalement des courts métrages et, surtout dans les années 1960, des films fantastiques ou d'horreur de la Hammer), entre 1946 et 1975 ; on lui doit aussi la musique d'un épisode d'une série télévisée en 1960.
Elle est également la tante de l'homme politique Nicholas Ridley, le fils de sa sœur, Ursula Ridley (née Lutyens).
Elle est l'autrice d'une autobiographie publiée en 1972 ; en outre, une biographie lui a été consacrée après son décès, publiée en 1989.

## Compositions (sélection)

### Œuvres pour instrument solo

#### Pièces pour piano
- 1941 : Five Intermezzi op. 9 ;
- 1948 : Three Improvisations op. 15 ;
- 1958 : Piano e forte op. 43 ;
- 1962 : Five Bagatelles op. 49 ;
- 1967 : Helix (à quatre mains) op. 67 no 2 ;
- 1972 : Plenum I op. 87 ;
- 1975 : The Ring of Bone op. 106 ;
- 1977 : Five Impromptus op. 116 ;
- 1978 : Seven Preludes op. 126 ;
- 1979 : The Great Sea op. 132 ; Three Books of Bagatelles op. 141 ;
- 1981 : La natura dell'acqua op. 154.

#### Pièces pour orgue
- 1955 : Sinfonia op. 32 ;
- 1968 : Epithalamion (avec soprano optionnelle) ;
- 1969 : Temenos op. 72 ; Trois pièces brèves (titre original) tirées de Isis and Osiris, drame lyrique op. 74 ;
- 1974 :  Plenum IV pour deux orgues op. 100.

#### Autres instruments
- 1938 : Sonata pour alto ;
- 1948 : Aptote pour violon ;
- 1949 : Prelude and Capriccio pour violoncelle op. 20 ;
- 1957 : Variations pour flûte op. 38 ;
- 1963 : Présages (titre original) pour hautbois seul, op. 53 ; Composé pour le hautboïste Janet Craxton. Le sous-titre précise : récitatif et variations pour hautbois solo sur la lamentation de Cassandre d'après L'Orestia. L'œuvre est marquée par la tristesse de la mort de son époux, Edward Clark en 1962. Le morceau est articulé en Récit, Sept variations et une coda et dure un peu plus de dix minutes.

1969 : The Dying of the Sun pour guitare op. 73 ;
1973 : Tre pour clarinette op. 94 ;
1975 : Pietá pour clavecin op. 104 ;
1977 : Romanza pour guitare op. 121 ;
1979 : Prelude pour violon op. 133 ;
1981 : The Living Night pour percussion op. 156 ; Echo of the Wind pour alto op. 157.

### Musique de chambre

#### Quatuors à cordes
(dont quatre non-numérotés)
no 1, op. 5 no 1 (1937) ; no 2, op. 5 no 5 (1938) ; no 3 op. 18 (1949) ; no 5 (1952) ; no 6, op. 25 no 3 (1952) ; op. 51 (1963) ; op. 93 Plenum III (1973) ; op. 107 Mare et minutiae (1976) ; op. 125 Doubles (1978) ; no 10 op. 139 (1979) ; no 11 op. 146 Diurnal (1980) ; no 12 op. 155 (1981) ; no 13 op. 158 (1982). 

#### Autres œuvres
- 1938 : Partita pour deux violons ;
- 1939 : Trio à cordes op. 5 no 6 ; Chamber Concerto I pour hautbois, clarinette, basson, trompette, trombone et trio à cordes op. 8 no 1 ;
- 1942 : Nine Bagatelles pour violoncelle et piano op. 10 ;
- 1944 : Suite gauloise (titre original) pour violon et piano ;
- 1945 : Five Little Pieces pour clarinette et piano op. 14 ;
- 1954 : Valediction pour clarinette et piano op. 28 ;
- 1955 : Nocturnes pour violon, violoncelle et guitare op. 30 ; Capricci pour deux harpes et percussion op. 33 ;
- 1960 : Quintette à vent op. 45 ;
- 1963 : Quintette à cordes op. 51 ; Trio à vents pour flûte, clarinette et basson, op. 52 ; Fantasie-Trio pour flûte, clarinette et piano op. 55 ;

L'opus 52 est l'une des huit œuvres commandées par Glock pour la BBC et créée en décembre 1963. Elle enchaîne cinq « improvisations » entrecoupées de quatre brefs interludes.
L'opus 55 est une commande de la clarinettiste Georgina Daubrée du Trio Chantry de Dublin, qui a longtemps travaillée avec Elisabeth Lutyens. L'œuvre est structurée en trois parties (sans nom) et dure environ douze minutes.
1964 : Trio à cordes op. 57 ; Music for Wind pour petit ensemble à vents op. 60 ; Le trio opus 57 est composé pour le Trio Oromonte dans une inspiration née du Trio opus 20 de Webern. L'œuvre est conçue en cinq mouvements et dure moins de treize minutes.
1967 : Scroll for Li-Ho pour violon et piano op. 67 no 3 ;
1968 : Horai pour violon, cor et piano op. 67 no 4 ;
1971 : Driving out the Death pour hautbois, violon, alto et violoncelle op. 81 ;
1973 : Rape of the Moon pour deux hautbois, deux clarinettes, deux bassons et deux cors op. 90 ;
1974 : Kareniana pour alto solo et petit ensemble op. 99 ;
1975 : This Green Tide pour cor de basset et piano op. 103 ; Go, Said the Bird pour guitare électrique et quatuor à cordes op. 105
1976 : Constants pour violoncelle et piano op. 110
1977 : Fantasia pour saxophone alto et trois petits groupes instrumentaux op. 114 ; Madrigal pour hautbois et piano op. 119 ; O Absalom... pour hautbois (cor anglais), violon, alto et violoncelle op. 122 ;
1978 : Footfalls pour flûte et piano op. 128 ;
1979 : Trio pour clarinette, violoncelle et piano op. 135 ; Morning Sea pour hautbois (hautbois d'amour) et piano op. 140 ;
1980 : Déroulement (titre original) pour hautbois et guitare op. 145 ; Soli pour clarinette (clarinette basse) et contrebasse op. 148 ;
1981 : Six pour trois clarinettes, deux trompettes, célesta, piano, violon, alto et violoncelle op. 147 ; Branches of the Night and of the Day pour cor et quatuor à cordes op. 153 ;
1982 : Triolet I pour clarinette, mandoline et violoncelle op. 159 no 1 ;
1983 : Triolet II pour violoncelle, marimba et harpe op. 159 no 2.

### Musique pour orchestre

#### Avec instrument concertant
- 1947 : Concerto pour alto op. 15 ;
- 1964 : Music for Piano and Orchestra op. 59 ;
- 1977 : Nox pour piano et deux orchestres à vents op. 118.

#### Pour orchestre de chambre
- 1941 : Chamber Concerto II pour clarinette, saxophone ténor, piano et orchestre à cordes op. 8 no 2 ;
- 1945 : Chamber Concerto III pour basson et orchestre à cordes op. 8 no 3 ;
- 1946 : Chamber Concerto IV pour cor et orchestre de chambre op. 8 no 4 ; Chamber Concerto V pour quatuor à cordes et orchestre de chambre op. 8 no 5 ;
- 1948 : Chamber Concerto VI pour hautbois, harpe et orchestre à cordes ;
- 1961 : Symphonies pour piano, ensemble à vents, deux harpes et percussions, op. 46 ;
- 1973 : Plenum II avec hautbois solo op. 92 ;
- 1975 : Eos pour orchestre à vents op. 101 ;
- 1976 : Six Bagatelles op. 113 ;
- 1980 : Rapprochement (titre original) avec cor et harpe soli op. 144.

#### Autres œuvres
- 1939 : Three Pieces op. 7 ;
- 1942 : Three Symphonic Preludes ;
- 1955 : Music for Orchestra I op. 31 ;
- 1956 : Chorale for Orchestra (Hommage à Igor Stravinsky) op. 36 ;
- 1962 : Music for Orchestra II op. 48 ;
- 1963 : Music for Orchestra III op. 56 ;
- 1967 : Novenaria op. 67 no 1 ;
- 1974 : The Winter of the World pour deux orchestres op. 98 ;
- 1976 : Rondel op. 108 ;
- 1978 : Tides op. 124 ;
- 1980 : Wild Decembers op. 149 ;
- 1981 : Music for Orchestra IV op. 152.

### Œuvres pour voix soliste(s)
- 1946 : Ô saisons ! Ô châteaux ! (titre original), cantate pour soprano, mandoline, guitare, harpe, violon et quatuor à cordes op. 13 (d'après Arthur Rimbaud) ;
- 1953 : Nine Songs pour voix et piano ;
- 1956 : In the Temple of a Bird's Wing pour baryton et piano op. 37 ;
- 1960 : Quincunx pour soprano, baryton et orchestre op. 44 ;
- 1961 : Catena pour soprano, ténor et orchestre op. 47 ;
- 1965 : The Valley of Hatsu-Se pour soprano et petit ensemble op. 62 ;
- 1966 : Akapotik Rose pour soprano et petit ensemble op. 64 ; And Suddenly it's Evening pour ténor et orchestre op. 66 ;
- 1968 : A Phœnix pour soprano, clarinette, violon et piano op. 71a ;
- 1970 : In the Direction of the Beginning pour basse et piano op. 76 ; Anerca pour actrice-narratrice, dix guitares et percussions op. 77 ; Oda a la tormenta pour mezzo-soprano et piano op. 78 (sur un texte de Pablo Neruda) ; Vision of Youth pour soprano et petit ensemble op. 79 ; Islands pour soprano, ténor, narrateur et petit ensemble op. 80 ;
- 1971 : The Tears of Night pour contre-ténor, six sopranos et trois quintettes op. 82 ; Dirge for the Proud World pour soprano, contre-ténor, violoncelle et clavecin op. 83 ;
- 1972 : Chimes and Cantos pour baryton et petit ensemble op. 86 ; Dialogo pour ténor et luth op. 88 ;
- 1973 : Roads pour deux sopranos, contre-ténor, ténor, baryton et basse (sans accompagnement) op. 95 ; Laudi pour soprano et petit ensemble op. 96 ;
- 1976 : Like a Window pour quatre chanteuses et un chanteur / acteurs, flûte et violoncelle op. 109 ; Nocturnes and Interludes pour soprano et piano op. 111 ; Concert Aria pour voix de femme et orchestre op. 112 ;
- 1977 : Winter Series - Spring Sowing pour soprano et piano op. 115 ; Cascando pour contralto, violon solo et cordes op. 117 ; By All These... pour soprano et guitare op. 120 ; Chorale, Prelude and Paraphrase pour ténor et petit ensemble op. 123 ;
- 1978 : Elegy of the Flowers pour ténor et petit ensemble op. 127 ;
- 1979 : Echoi pour mezzo-soprano et orchestre op. 129 ; Cantata pour soprano dramatique et petit ensemble op. 130 ; She tells her Love while Half asleep pour soprano seule (ou autre voix) op. 131 ; Cantata pour soprano, contralto, baryton et petit ensemble op. 134 ; That Sun pour contralto et piano op. 137 ; Echoes pour soprano et petit ensemble op. 138 ;
- 1980 : Concert Aria 'Dialogo'  pour soprano en voix haute et orchestre op. 142 ; Mine Eyes, my Bread, my Spade pour baryton et quatuor à cordes op. 143 ; Fleur du silence (titre original) pour ténor et petit ensemble op. 150 ; The Singing Birds pour narratrice/actrice et alto (instrument) op. 151.

### Œuvres chorales
- 1948 : Requiem for Living pour soli, chœurs et orchestre op. 16 ;
- 1953 : Motet : Excerpta Tractati Logico-Philosophici, op.27. Sur un texte extrait des propositions du « Tractatus » de Wittgenstein. Commande de William Glock pour ses cours d'été à Darlington.
- 1957 : De Amore pour soprano, ténor, chœurs et orchestre op. 39 ;
- 1963 : Encomion pour chœurs, ensemble de cuivres et percussions op. 54 ;
- 1965 : The Hymn of Man pour chœur d'hommes a cappella op. 61 ; Magnificat et Nunc Dimittis. Le Magnificat est une commande du chœur de la Cathédrale de Coventry et fut publié dans un supplément du Musical Times en 1965. Durée : un peu moins de huit minutes.
- 1968 : Essence of our Happiness pour ténor, chœurs et orchestre op. 69 ; The Tyme Doth Flete pour chœurs a cappella op. 70 ;
- 1972 : Voice of Quiet Waters pour chœurs et orchestre op. 84 ; Counting your Steps pour chœurs, quatre flûtes et percussions op. 85.

### Musique pour la scène
- 1932 : The Birthday of the Infanta, ballet pour orchestre (d'après Oscar Wilde) ;
- 1940 : Midas, ballet pour quatuor à cordes et piano ;
- 1947 : The Pit, scène dramatique pour ténor, basse, chœur de femmes et orchestre ;
- 1954 : Infidelio, sept scènes pour soprano, ténor et sept instruments op. 29 ;
- 1967 : The Numbered, opéra en deux actes pour soli (chanteurs et narrateurs), chœurs et orchestre op. 63 ;
- 1968 : Time Off ? Not a Ghost of a Chance !, quatre scènes pour baryton, acteur, quatuor vocal, deux chœurs et orchestre op. 68 ;
- 1970 : Isis and Osiris, drame lyrique pour huit voix et orchestre op. 74 ;
- 1972 : The Linnet from the Leaf, musique de théâtre pour cinq chanteurs et deux groupes instrumentaux op. 89 ;
- 1973 : The Waiting Game, trois scènes pour mezzo-soprano, baryton et orchestre op. 91 ; One and the Same, scène pour soprano, narratrice/actrice, deux mimes féminins, un mime masculin et petit ensemble op. 97 ;
- 1975 : The Goldfish Bowl, opéra-ballade pour soli, chœurs et orchestre op. 102 ;
- 1979 : The Roots of the World pour chœurs et violoncelle op. 136.

### Musiques de films
(filmographie complète ; films britanniques, sauf mention contraire)
- 1946 : The Way from Germany (court métrage, documentaire ; réalisateur non-connu)
- 1948 : Penny and the Pownall Case de Slim Hand
- 1951 : To be a Woman de Jill Craigie (documentaire)
- 1952 : The Boy Kumasenu de Sean Graham
- 1953 : They planted a Stone (documentaire ; réalisateur non-connu)
- 1953 : This Little Ship d'Adrian Cooper et Ron Osborn (court métrage, documentaire)
- 1954 : Simon de Peter Zadek (court métrage)
- 1956 : Any Man's Kingdom de Tony Thompson (court métrage, documentaire)
- 1956 : Bermuda Affair de A. Edward Sutherland
- 1960 : Never take Sweets from a Stranger de Cyril Frankel
- 1961 : Don't Bother to Knock de Cyril Frankel
- 1963 : Paranoiac de Freddie Francis
- 1964 : Troubled Waters de Stanley Goulder
- 1965 : Le Train des épouvantes (Dr. Terror's House of Horrors) de Freddie Francis
- 1965 : The Earth Dies Screaming de Terence Fisher
- 1965 : Le Crâne maléfique (The Skull) de Freddie Francis
- 1965 : Spaceflight IC-1 : An Adventure in Space de Bernard Knowles
- 1966 : Theatre of Death de Samuel Gallu
- 1966 : Poupées de cendre (The Psychopath) de Freddie Francis
- 1967 : The Terrornauts de Montgomery Tully
- 1971 : Never go with Strangers de Sarah Erulkar (court métrage, documentaire)
- 1975 : Mijn Nachten met Susan, Olga, Albert, Julie, Piet & Sandra de Pim de la Parra (film néerlandais)

### Musique pour la télévision
- 1960 : Série The Edgar Wallace Mystery Theatre, Saison 1, épisode 4, The Malpas Mystery de Sidney Hayers